# Suchha Singh
Suchha Singh (nascido em 21 de julho de 1933) é um ex-ciclista olímpico indiano. Singh representou sua nação nos Jogos Olímpicos de Verão de 1964, em Tóquio.